# Annexion de l'Alsace (1940)
L'Alsace est annexée par l'Allemagne nazie en 1940, à la suite de la bataille de France, en violation de la convention d'armistice du 22 juin 1940, signée par la France et l'Allemagne.

## Origines de l'annexion
Les Nazis veulent regrouper les territoires de langue allemande ou considérés comme tels, donc les Sudètes, l'Autriche, le Luxembourg, la Prusse-Occidentale et bien sûr l'Alsace-Moselle. 
L'annexion se fait de facto et non de jure, donc au mépris du droit international. L’Alsace est annexée de facto, le 18 octobre 1940, au territoire allemand, par un décret de Hitler dont la publication fut interdite, pour former le Reichsgau Oberrhein (Rhin supérieur) (Alsace et Bade). 
L'Allemagne nazie fait une distinction entre l'Alsace-Moselle de tradition germanique et le reste de la France. L'Alsace est donc le seul territoire français à avoir accueilli un camp de concentration nazi, celui de Natzweiler-Struthof ; toutefois, le Camp de Thil, kommando du camp de Natzweiler, est le seul camp de concentration installé par les nazis en territoire français non annexé. Les jeunes Alsaciens-Mosellans sont incorporés de force dans la Wehrmacht, devenant ainsi des Malgré-nous. L'usage de la langue française est interdit, les prénoms, toponymes et patronymes d'origine romane systématiquement germanisés. Ces différentes circonstances spécifiques à l'Alsace-Moselle n'ont pas inspiré la sympathie de la population locale.
L'annexion se termine en 1944, lorsque les troupes alliées ont libéré la France. Le 23 novembre 1944, le serment de Koufra est respecté, avec les couleurs françaises hissées en haut de la flèche de la cathédrale de Strasbourg.

## Aspects administratifs
Contrairement à l'annexion de 1871-1918, l'Alsace et la Moselle n'ont pas été administrativement réunies en 1940, mais séparées : l'Alsace devint le CdZ-Gebiet Elsass, et associée au Gau de Bade, forma le Gau Oberrhein, le « Gau du Rhin Supérieur ». De son côté, la Moselle, devenue le CdZ-Gebiet Lothringen, a été rattachée à la Sarre et au Palatinat pour former le Gau Westmark, le « Gau de la Marche de l'Ouest ».